# Nederzwalm
Nederzwalm is een dorp in de Belgische gemeente Zwalm, in de provincie Oost-Vlaanderen. Nederzwalm is de centrale kern van de deelgemeente Nederzwalm-Hermelgem.
Nederzwalm ligt in de Vlaamse Ardennen. Doorheen het dorp stroomt de Zwalm, die er in de Schelde uitmondt. Het dorp grenst aan de Oudenaardse deelgemeente Welden. Zoals de naam suggereert, ligt het in verhouding tot de andere deelgemeenten relatief laag. Het is een residentieel landbouwdorp, met enkele restaurants, een superette en andere kleine bedrijfjes. Veel wielerwedstrijden worden in Nederzwalm gehouden.

## Geschiedenis
Archeologische vondsten doen bewoning in de Romeinse tijd vermoeden, maar er is weinig geweten omtrent de geschiedenis van het dorp tot in de late Middeleeuwen. Het Allerheiligenkerkje waarrond het dorp gebouwd was, zorgde ervoor dat het dorp in de 17de eeuw als 'Allerheyligen' bekendstond. In 1849 fuseerde het formeel met de nabijgelegen kern Hermelgem tot Nederzwalm-Hermelgem. Op dat ogenblik had Nederzwalm een oppervlakte van 1,08 km² en telde het 327 inwoners. Tijdens de eerste fusiegolf in 1971 werd de fusiegemeente Munkzwalm opgericht, bestaande uit 11 dorpjes uit de omgeving. Nederzwalm-Hermelgem bleef zelfstandig maar in 1977 ging het dorp dan uiteindelijk samen met Munkzwalm op in de nieuwe fusiegemeente Zwalm.

## Bezienswaardigheden
- De Ter Biestmolen
- De Vanderlindensmolen.
- In de Allerheiligenkerk bevindt zich een uniek orgel van Petrus Haelvoet (Kerkhove) uit 1855, een belangrijke getuige van een overgangsstijl in de orgelbouw van rond het midden van de 19de eeuw.  Dit instrument is het enige nog bestaande werk van deze regionale orgelbouwer.

## Natuur en landschap
Nederzwalm ligt in Zandlemig Vlaanderen en de hoogte bedraagt 10-15 meter. De plaats ligt aan de benedenloop van de Zwalm terwijl de Peerdestokbeek uitmondt in deze beek.

## Bekende inwoners
- Roger De Clercq, wielrenner, driemaal Belgisch kampioen veldrijden in 1960, in 1962 en in 1964, en zilver op het wereldkampioenschap in 1964
- René De Clercq, wielrenner, wereldkampioen veldrijden 1967
- Roger Verheuen, atleet, drievoudig Belgisch kampioen en ex-Belgisch recordhouder op de 1500 m
- Roger De Smet, kunstschilder

## Nabijgelegen kernen
Hermelgem, Sint-Maria-Latem, Welden